# Josh Fisher

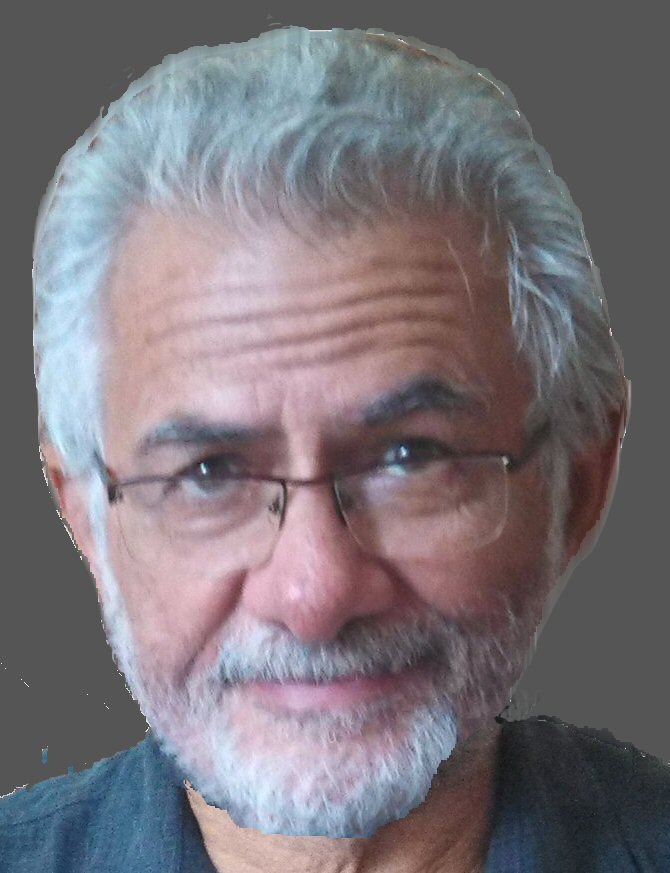
Josh Fisher 2013

Joseph A. „Josh“ Fisher ist ein amerikanischer Informatiker.
Fisher studierte Mathematik an der New York University und Informatik am Courant Institute of Mathematical Sciences of New York University mit Master-Abschluss und Promotion 1979 (The Optimization of Horizontal Microcode within and Beyond Basic Blocks: an Application of Processor Scheduling with Resources).
1984 war er einer der Gründer von Multiflow, einem Hersteller von Minisupercomputern, der bis 1990 bestand und ein Pionier bei Very Long Instruction Word (VLIW) Architektur. Gleichzeitig geschah das auch bei ihren Konkurrenten Cydrome (Bob Rau) und Culler-Harrison (Glen Culler).
1990 ging er zu Hewlett-Packard (HP), wo er die VLIW Technologie im PA-WW (Precision Architecture Wide-Word) Projekt anwandte, aus der in der Mitte der 1990er Jahre die Intel IA-64 Architektur entstand aus der Zusammenarbeit von Intel und HP.
2003 erhielt er den Eckert-Mauchly Award. Er erhielt die Auszeichnung für die Entdeckung von Computerarchitektur mit Very Large Instruction World (VLIW), wie auch sein Kollege bei HP Bob Rau. 1983 erhielt er den President´s Young Investigator Award der National Science Foundation und 1987 den Eli Whitney Connecticut Entrepreneur of the Year Award. Er ist Senior Fellow bei Hewlett-Packard.